# Al-Fatur
Al-Fatur (arab. الفاتور) – nieistniejąca już arabska wieś, która była położona w dystrykcie Bajsan w Mandacie Palestyny. Wieś została wyludniona i zniszczona podczas wojny domowej w Mandacie Palestyny, po ataku sił żydowskiej Hagany w dniu 12 maja 1948 roku.

## Położenie
Al-Fatur leżała w południowej części doliny Bet Sze’an. Wieś była położona w odległości 11 kilometrów na południe od miasta Bajsan. Według danych z 1945 do wsi należały ziemie o powierzchni 72,9 ha. We wsi mieszkało wówczas 110 osób.
| własność gruntów | powierzchnia gruntów (hektary) |
| ---------------- | ------------------------------ |
| Arabowie         | 70,9                           |
| Żydzi            | -                              |
| publiczne        | 2                              |
| Razem            | 72,9                           |

| Rodzaj użytkowanych gruntów | Arabowie (hektary) |
| --------------------------- | ------------------ |
| uprawy zbóż                 | 70,9               |
| nieużytki                   | 2                  |

## Historia
Nie jest znana data założenia wioski. W okresie panowania Brytyjczyków była to niewielką wsią, której mieszkańcy utrzymywali się z upraw zbóż.

Przyjęta 29 listopada 1947 roku Rezolucja Zgromadzenia Ogólnego ONZ nr 181 przyznała te tereny państwu żydowskiemu. Podczas wojny domowej w Mandacie Palestyny, w dniu 12 maja 1948 roku wieś zajęli żydowscy żołnierze Hagany (Brygada Golani). Mieszkańców przymusowo wysiedlono, a następnie wyburzono wszystkie domy.

## Miejsce obecnie
Teren wioski al-Fatur pozostaje opuszczony, jednak jej pola uprawne zajął sąsiedni kibuc Tirat Cewi. Palestyński historyk Walid Chalidi, tak opisał pozostałości wioski al-Fatur: „Wieś została zniszczona i okoliczne tereny zostały obsadzone pszenicą przez izraelską kolonię. Gruz domu szejka al-Fatur jest porośnięty cierniami i palmami. Wiosna al-Fatur leży bezpośrednio na północ od gruzów”.